# Redfield, Arkansas
Redfield là một thành phố thuộc quận Jefferson, tiểu bang Arkansas, Hoa Kỳ. Năm 2010, dân số của thành phố này là 1297 người.

## Dân số
- Dân số năm 2000: 1157 người.
- Dân số năm 2010: 1297 người.